# Đới tách giãn Đông Phi

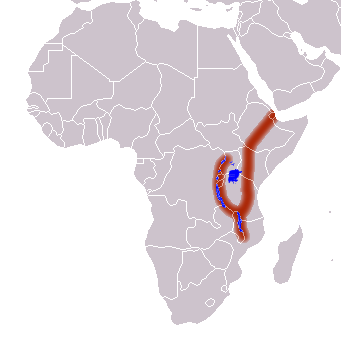
Đới tách giãn Đông Phi

Đới tách giãn Đông Phi (tiếng Anh: East African Rift), một phần của Thung lũng tách giãn Lớn, là một ranh giới mảng tách giãn đang phát triển. Nó đang chia tách mảng châu Phi thành 2 mảng nhỏ là mảng Nubi và Somali. Đới tách giãn này kéo dài từ ngã ba Afar ở miền võng Afar xuyên qua miền đông châu Phi về phía nam. Người ta tin rằng nó chạy ở ngoài khơi bờ biển Mozambique dọc theo đới tách giãn hay địa hào Kerimba và Lacerda. Nó kết thúc ở đới đứt gãy Andrew Bain; vị trí này được xem là một phần của nối ba này với sống núi tây nam Ấn Độ.
Đới tách giãn Đông Phi là một đới tách giãn có hoạt động bất thường trên vỏ đại dương trên thế giới, và hầu hết nằm dưới biển. Bên cạnh đó đới tách giãn Baikal nhỏ hơn nằm ở phía đông Nga và xa hơn, đới tách giãn tây Nam Cực bị băng phủ là ví dụ duy nhất về tách giãn trên lục địa đang hoạt động trên Trái Đất.
Đới tách giãn Đông Phi bao gồm hai nhánh chính được gọi là thung lũng tách giãn phía Đông và thung lũng tách giãn phía Tây. Các kết quả nghiên cứu về hoạt động của các đứt gãy thuận cắm sâu cho thấy đây là loại đới tách giãn kiến tạo đặc biệt.

## Hoạt động núi lửa
Đới tách giãn Đông Phi bao gồm một số núi lửa đang hoạt động cũng như đã tắt như núi Kilimanjaro, núi Kenya, núi Longonot, núi Menengai, núi Karisimbi, núi Nyiragongo, núi Meru và núi Elgon cũng như cao nguyên miệng núi lửa ở Tanzania. Núi lửa Ol Doinyo Lengai vẫn còn hoạt động và là núi lửa phun natrocarbonatit duy nhất trên thế giới.